# Cogoma pudent
La cogoma pudent(Amanita virosa), també anomenada farinera pudent és un bolet molt tòxic que es caracteritza per tenir una cama blanca i làmines. El capell pot ser de color blanc pur, o blanc a la vora i de color grogós, rosat o marró al centre.
És un bolet molt blanc, de grandària mitjana, amb un barret generalment cònic; làmines i esporada blanca; anell blanc i trencadís; peu també blanc i amb un borrissol llanós per sota l'anell; volva blanca, gran i membranosa.
Aquesta amanita pudent és bastant rara.